# Bermuda Badminton Association
Die Bermuda Badminton Association (BBA) ist die oberste nationale administrative Organisation in der Sportart Badminton auf den Bermudas. 

## Geschichte
Die Bermuda Badminton Association wurde 1920 gegründet und im August 1962 assoziiertes Mitglied im Weltverband IBF, später dann Vollmitglied. Der Verband wurde ebenfalls Mitglied im kontinentalen Dachverband Badminton Pan Am, damals noch unter dem Namen Pan American Badminton Confederation firmierend. Die offenen Meisterschaften der Bermudas sind seit 1964 dokumentiert. Der Sitz des Verbandes befindet sich in Devonshire. Der Verband gehört dem Nationalen Olympischen Komitee an.

## Bedeutende Veranstaltungen, Turniere und Ligen
- Bermuda International
- Bermudische Badmintonmeisterschaft

## Bedeutende Persönlichkeiten
- Kenneth Bremar, Präsident
- Ralph Pengelly, ehemaliger Präsident
- Frank Miller, ehemaliger Präsident